# Keanu
Keanu là một bộ phim hài của điện ảnh Hoa Kỳ phát hành năm 2016, đạo diễn bởi Peter Atencio, với vai diễn  chính đầu tiên trong phim điện ảnh của cặp đôi Jordan Peele và Keegan-Michael Key, cùng với Tiffany Haddish, Method Man và Keanu Reeves.

## Nội dung
Khi bị bạn gái bỏ rơi, Rell tìm một chú mèo trước cửa nhà và nhận nuôi rồi đặt tên cho nó là Keanu, một tuần sau, khi Rell và em họ Clarence đi chơi về và phát hiện Reanu đã biến mất. Thông qua đám giang hồ quanh xóm, họ tìm đến một hộp đêm gặp Cheddar -kẻ có thể đang giữ Keanu- và giả làm hai tên côn đồ; khi đến nơi họ bị nhận nhầm là cặp sát thủ Allentown Boys. Họ được giao nhiệm vụ để đối lấy chú mèo nhưng lại bị cặp Allentown Boys bắt đi, khi sắp bị tra tấn thì Keanu xuất hiện và giúp họ chạy thoát, họ chứng kiến cuộc đối đầu giữa hai băng nhóm của Chadder và Bacon Diaz, khi Diaz đòi "Iglesias" (tên thật của Keanu) thì Chadder từ chối và hạ bên lao vào đấu súng.
Bacon bắt được chua mèo và bỏ chạy khiến Rell và Clarence đuổi theo, sau một hồi đua xe thì Bacon gặp hai nạn và bị Chadder bắn chết. Khi Chadder muốn thủ tiêu anh em Rell thì một nữ đặc vụ ngầm đã ra tay cứu họ.  Rell và Clarence ngồi tù 6 tháng và sau đó được nhận nuôi Keanu.

## Diễn viên
Jordan Peele .... Rell "Tectonic" / Oil Dresden
Keegan-Michael Key .... Clarence "Shark Tank" / Smoke Dresden
Tiffany Haddish .... Trina "Hi-C" Parker
Luis Guzmán .... Bacon Diaz
Method Man .... Cheddar
Anna Faris ....  đóng chính mình
Keanu Reeves .... Keanu (lồng tiếng)

## Sản xuất
Bộ phim được bấm máy từ tháng 6 năm 2015, tại Crescent, Illinois và New Orleans.
Ban đầu khi được đạo diễn mời cameo trong phim, Keanu Reeves đã từ chối, cho đến khi bôn phim sản xuất xong và ra trailer; Reeves đã được em gái cho xem trailer và Reeves đã liên hệ lại với đạo diễn. Trong lúc này, Reeves đang ở Italy để quay phần 2 của John Wick, anh đã thu âm lời thoại theo gọi ý của đạo diễn.
Trong quá trình làm quay phim, họ đã cần đến 7 chú mèo cho nhân vật Keanu